# Phare de Punta Doncella
Le Phare de Punta Doncella est un phare situé sur Punta Doncella à l'entrée du port d'Estepona dans la province de Malaga en Andalousie (Espagne).
Il est géré par l'autorité portuaire du port de Malaga.

## Histoire
La première station a été construite entre 1861 et 1863 par l'ingénieur Antonio Molina. La lumière était installée à 8 m au-dessus du sol (18 m au-dessus du niveau de la mer) et était visible jusqu'à 19 km en mer. En 1922 la tour actuelle octogonale en pierre de 21 m est construite. Sa lanterne contient une lentille de Fresnel de 3e ordre. La tour est non peinte et la lanterne est tout le verre, y compris le dôme. La maison du gardien date de 1863 et a été modifiée au fil des ans.
Identifiant : ARLHS : SPA-212; ES-20940 - Amirauté : D0020 - NGA : 4280 .

### Lien connexe
- Liste des phares d'Espagne